# Guanzhuangba
Guanzhuangba (kinesiska: 官庄坝) är en köping i östra Kina. Den ligger i Dangshan härad i staden Suzhou i provinsen Anhui, omkring 310 kilometer norr om provinshuvudstaden Hefei. Antalet invånare är 40059. Befolkningen består av 19 844 kvinnor och 20 215 män. Barn under 15 år utgör 22,0 %, vuxna 15-64 år 65 %, och äldre över 65 år 11,0 %.